# Hylaeus larocai
Hylaeus larocai là một loài Hymenoptera trong họ Colletidae. Loài này được Moure mô tả khoa học năm 1972.